# کالج دولتی هنرهای زیبای پانوس ترلمزیان
کالج دولتی هنرهای زیبای پانوس ترلمزیان (ارمنی: Փանոս Թերլեմեզյանի անվան գեղարվեստի պետական քոլեջ) زیر نظر وزارت آموزش و پرورش جمهوری ارمنستان اداره می‌شود و در سال ۱۹۲۱ بنیانگذاری شده‌است و در شماره ۳۹ خیابان آرشاکویاتس، ایروان واقع شده‌است. این کالج به نام پانوس ترلمزیان نامگذاری شده‌است. آنا مناتساکانیان هم اکنون ریاست این کالج را برعهده دارد.

## فارغ التحصیلان سرشناس

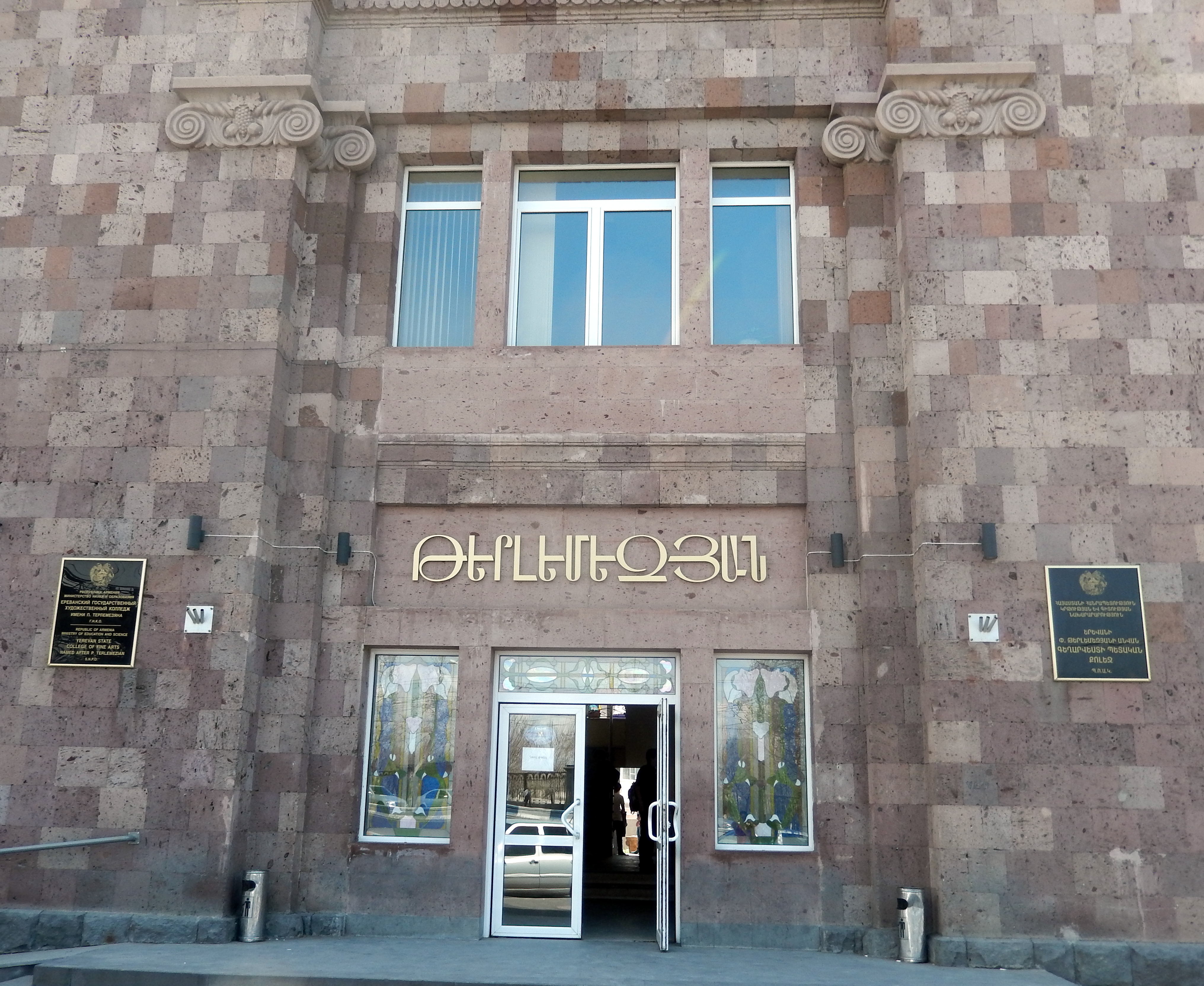

- رافیک خاچاتریان
- آرا سارگسیان
- قوکاس چوباریان
- استپان آقاجانیان
- لاوینیا باژبک-ملیکیان
- امیل کازاز
- آرتو چاکماکچیان
- ورویر گالستیان
- هوهانس زارداریان
- وارطان پتروسیان
- سورن نازاریان
- آرا هاروتیونیان
- نونه تومانیان
- آرو پتروسیان
- هنریک سیراویان
- میکائیل بوغوسیان
- ماریام هاکوبیان
- واراز سامولیان
- کاراپت یغیازاریان
- رافیک خاچاتریان
- سیپان شیراز
- میناس آوتیسیان
- ادوارد ایسابکیان
- قوکاس چوباریان
- آشوت آواگیان
- سورن نازاریان
- آرا هاروتیونیان
- سارگیس مورادیان
- شماون شماونیان
- کامو ساهاکیان
- آنوش یغیازاریان
- گاگیک سیراویان
- پتروس پتروسیان
- مارو سارگسیان
- گاگیک غازانچیان
- میکائیل مانوکیان (سیاستمدار)
- ادوارد آراکلیان
- مارتین آکوغلیان
- میناس هالاج
- باگرات گریگوریان
- واروژان یپرمیان
- ماریام پتروسیان
- سارگیس باغداساریان
- ماریام آسلامازیان
- آشوت ملکونیان
- رگینا قازاریان
- کارلوس سایادیان
- کارن سمباتیان
- گاگیک غازانچیان
- ادوارد آراکلیان
- آراگاتس آخویان
- آرامائیس آقامالیان